# Джилліан Еппс
Джилліан Еппс (англ. Gillian Apps; 2 листопада 1983 року, Норт-Йорк, Торонто, Онтаріо, Канада) — канадська хокеїстка. Триразова Олімпійська чемпіонка (2006, 2010, 2014), триразова чемпіонка світу (2007, 2012), чотириразова віце-чемпіонка світу.

## Особисте життя
22 вересня 2018 року одружилася з американською хокеїсткою Меган Дагган. Їх син Джордж народився 29 лютого 2020 року.